# Heinz Frommhold
Heinz Frommhold (* 26. November 1906 in Striegau; † 24. Oktober 1979 in Bonn) war ein deutscher Politiker der DKP-DRP bzw. DRP.

## Leben und Beruf
Frommhold schloss ein Studium als Diplom-Landwirt erfolgreich ab und ließ sich dann 1930 als Farmer in Kolumbien nieder. Im Zweiten Weltkrieg kehrte er nach Deutschland zurück und wurde in der Südukraine dienstverpflichtet. Im April 1944 kam er für sechs Monate in Gestapo-Haft. 1945 wurde er Arbeitsamtsleiter in Striegau, bis die polnische Verwaltung das Amt übernahm. Im Mai 1946 wurde er aus Polen ausgewiesen und kam nach Niedersachsen. Er ließ sich in Alfeld (Leine) nieder, wo er Leiter des Flüchtlingsamtes wurde.

## Politik
Frommhold gehörte seit 1948 dem Stadtrat von Alfeld (Leine) und auch dem Kreistag an. Er wurde 1949 auf der Liste der DKP-DRP in den Deutschen Bundestag gewählt. Nachdem der niedersächsische Landesverband DKP-DRP sich am 1. Februar 1950 mit anderen kleinen rechtskonservativen Gruppierungen zur Deutschen Reichspartei zusammengeschlossen hatte, gehörte er dieser Partei an. Am 14. Juli 1950 löste er Franz Richter (das ist Fritz Rößler) als Gruppenvorsitzenden der DRP im Bundestag ab. Nach Auflösung der DRP-Gruppe beantragte er im März 1952 gemeinsam mit Adolf von Thadden die Aufnahme in die FDP. Auf Druck des linken Parteiflügels vertagte der FDP-Bundesvorstand am 26. März 1952 jedoch die Entscheidung über den Aufnahmeantrag. Frommhold zog seinen Antrag daraufhin zurück und gastierte bis 11. Februar 1953 bei der DP-Fraktion, ohne jedoch die DRP zu verlassen. Mit dem Scheitern der DRP an der Fünf-Prozent-Hürde bei der Bundestagswahl 1953 schied Frommhold aus dem Parlament aus.